# Vani

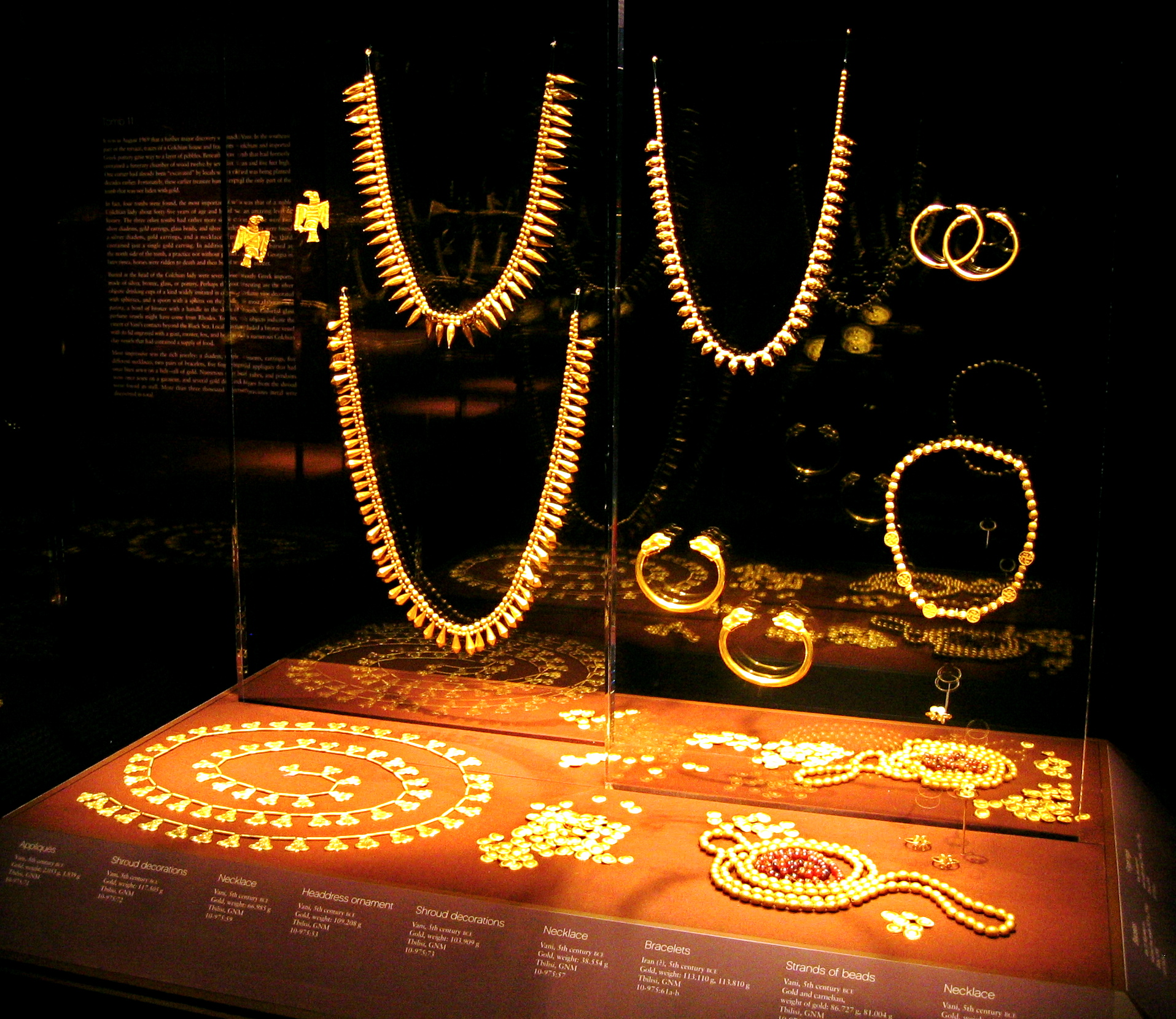
Antika kolchiska guldföremål från Vani.

Vani (georgiska: ვანი) är en stad i regionen Imeretien i västra Georgien, vid Sulori, en biflod till Rioni. Staden ligger 41 km från Kutaisi, regionens huvudort, och har en befolkning på 3 744 (2014). Den är administrativt centrum för distriktet Vani, till vilket hör 40 byar och orter i området. Distriktets totala yta är 557 km², och dess befolkning 2014 24 512 invånare.

## Den antika staden
Sedan 1947 har man under Otar Lordkipanidze och Nino Khoshtaria gjort systematiska arkeologiska utgrävningar i Vani, och funnit lämningar efter en rik stad i antikens Kolchis. Namnet på denna antika bosättning är ännu okänt, men fyra distinkta utvecklingsskeden av oavbruten beboelse har identifierats. Det första skedet dateras till 700-600-talet f.Kr. Under denna period antas Vani ha varit ett viktigt religiöst centrum.
Under det andra skedet, från slutet av 600-talet och början av 500-talet f.Kr. till första halvan av 300-talet f.Kr., var staden troligen ett viktigt handelscentrum och huvudort för Kolchis styrande elit, eftersom man i stormannagravar har hittat guld- och silversmycken, hästar, slavar samt dryckeskärl, både inhemska och importerade. Det tredje skedet sträcker sig från andra halvan av 300-talet till första halvan av 200-talet f.Kr. Det representeras i hög grad av rika gravar och lämningar av stenbyggnader.
Till det fjärde och sista skedet, 200-talet till 50-talet f.Kr., hör försvarsmurar, den så kallade lilla porten, helgedomar och kultbyggnader (tempel, altare och offerstenar), och resterna av ett gjuteri för bronsstatyer. Det antas att Vani under denna tid var Kolchis religiösa centrum, men den förstördes enligt de arkeologiska bevisen någon gång i mitten av det första århundradet f.Kr. Efter detta krympte Vani till en by, och fick stadsrättigheter först 1981.
I staden Vani finns ett museum, grundat 1985, där unika föremål från det antika Kolchis ställs ut. Åren 2007-2009 turnerade en samling föremål från staden världen runt, med utställningar i bl.a. Altes Museum i Berlin, Smithsonian Institution i Washington D.C., i Paris, Cambridge, Aten och på Medelhavsmuseet i Stockholm.

## Internationella relationer

### Systerstäder
- Fallon, Nevada, USA